# Schwankharthof
Der Schwankharthof (ehemals Mesnergütl) war ein Haus in der Amperstraße 3 in Emmering im Landkreis Fürstenfeldbruck. Es wurde im Jahr 2012 abgerissen. Das Landesamt für Denkmalschutz trug das Haus nicht in die Denkmalliste ein und auch die Gemeinde unternahm keine Bemühungen zum Erhalt des Gebäudes.
Das mehr als 150 Jahre alte Mesner-Anwesen (genaues Baujahr unbekannt, das Anwesen hatte auch Vorgängerbauten, ab 1768 lässt sich der Mesner und Lehrer Mathias Hirner auf dem Anwesen nachweisen) war ein Mitterstallhaus. An der Giebelseite befand sich ein Anbau mit einem Flachdach. Die Besitzerin Maria Schwankhart ließ den Anbau 1899 für einen Kolonialwarenladen errichten, der sich bis 1910 in dem Haus befand.